# Keiō Dōbutsuen-Linie
| Triebzug der Baureihe 8000 auf der Dōbutsuen-Linie |                                  |                         |                   |
| Streckenlänge: | 2,0 km                           |                         |                   |
| Spurweite: | 1372 mm (63 mm unter Normalspur) |                         |                   |
| Stromsystem: | 1500 V =                         |                         |                   |
| Streckengeschwindigkeit: | 70 km/h                          |                         |                   |
| Zweigleisigkeit: | nein                             |                         |                   |
| |                                  |                         |                   |
| Gesellschaft: | Keiō Dentetsu                    |                         |                   |
| \| \| \| ↔ Keiō-Linie \| 1925– \| \| \| 0,0 \| Takahatafudō (高幡不動) \| 1925– \| \| \| \| Takahatafudō \| \| \| \| \| Hodokubo-gawa \| \| \| \| \| Hodokubo (程久保) \| \| \| \| \| \| \| \| \| 2,0 \| Tama-Dōbutsukōen \| Tama-Dōbutsukōen \| \| \| \| (多摩動物公園) \| 1964– \| \| \| \| ↓ Einschienenbahn Tama \| 2000– \| |                                  |                         |                   |
| |                                  | ↔ Keiō-Linie            | 1925–             |
| Bahnhof quer · U-Bahn-Kreuzung mit Eisenbahn · Abzweig quer und von rechts | 0,0                              | Takahatafudō (高幡不動) | 1925–             |
| U-Bahn-Haltepunkt / Haltestelle · Strecke |                                  | Takahatafudō            | Takahatafudō      |
| Brücke über Wasserlauf |                                  | Hodokubo-gawa           | Hodokubo-gawa     |
| U-Bahn-Haltepunkt / Haltestelle |                                  | Hodokubo (程久保)       | Hodokubo (程久保) |
| Strecke |                                  |                         |                   |
| U-Bahn-Bahnhof · Kopfbahnhof Streckenende | 2,0                              | Tama-Dōbutsukōen        | Tama-Dōbutsukōen  |
| |                                  | (多摩動物公園)          | 1964–             |
| U-Bahn-Strecke |                                  | ↓ Einschienenbahn Tama  | 2000–             |

Die Keiō Dōbutsuen-Linie (jap. 京王動物園線, Keiō Dōbutsuen-sen) ist eine Eisenbahnstrecke auf der japanischen Insel Honshū, die von der Bahngesellschaft Keiō Dentetsu betrieben wird. Auf dem Stadtgebiet von Hino im Westen der Präfektur Tokio verbindet sie die Keiō-Linie mit dem Tama-Zoo.

## Streckenbeschreibung
Die eingleisige und mit 1500 V Gleichspannung elektrifizierte Strecke zweigt im Bahnhof Takahatafudō von der Keiō-Linie ab. Sie führt in südlicher Richtung durch das Hodokubo-Tal und endet nach zwei Kilometern im Bahnhof Tama-Dōbutsukōen, der sich in unmittelbarer Nähe zum Haupteingang des Tama-Zoos (多摩動物公園, Tama dōbutsu-kōen) befindet. Es gibt keine Zwischenstationen. Die Trasse der „Zoo-Linie“ verläuft zu einem großen Teil parallel zu jener der später entstandenen Einschienenbahn Tama. Wie die überwiegende Mehrzahl der Strecken von Keiō Dentetsu besitzt diese Stichstrecke die ungewöhnliche Spurweite von 1372 mm (so genannte „schottische Spur“).

## Züge
An Werktagen verkehrt ein aus vier Wagen zusammengesetzter Triebzug im Einmannbetrieb, der im 20-Minuten-Takt zwischen beiden Bahnhöfen hin und her pendelt. Dieses Grundangebot wird an Wochenenden und Feiertagen durch zusätzliche Züge verstärkt, die vor allem dem Ausflugsverkehr zum Tama-Zoo und zum Eisenbahnmuseum Keio Rail-Land dienen. Dazu gehört ein Schnellzugpaar von Shinjuku nach Tama-Dōbutsukōen, bei dem das Umsteigen in Takahatafudō entfällt.

## Geschichte
Zur Bewältigung des Ausflugsverkehrs zum Tama-Zoo und zum Freizeitpark TamaTech (2009 geschlossen) baute die Bahngesellschaft Keiō Teito Dentetsu (heute Keiō Dentetsu) eine in Takahatafudō von der Keiō-Linie abzweigende Stichstrecke und nahm sie am 29. April 1964 in Betrieb. In den 1970er Jahren errichteten die Meisei-Universität und die Chūō-Universität in der Nähe je einen neuen Campus, was die Dōbutsuen-Linie auch zu einem wichtigen Verkehrsmittel für Studierende machte.
Vor dem Bau von Tama New Town gab es ernsthafte Überlegungen, diese Planstadt unter anderem durch die Dōbutsuen-Linie zu erschließen. Zu diesem Zweck wäre sie zweigleisig ausgebaut worden, wofür Keiō Dentetsu auch die notwendigen Parzellen erwarb. Die erforderliche Spitzkehre im Bahnhof Takahatafudō hätte aber eine Reihe enger Kurven und einen steilen Steigungsabschnitt zur Folge gehabt, was die Kapazität merklich herabgesetzt hätte. Außerdem hätte die Ostseite von Tama New Town nicht erschlossen werden können.
Die Inbetriebnahme der Einschienenbahn Tama am 10. Januar 2000 hatte einen Nachfragerückgang von über zwei Drittel zur Folge. Keiō Dentetsu reagierte darauf mit der Streichung von Sonderzügen, der Kürzung der Zugformationen und der Einführung des Einmannbetriebs. Für Fahrgäste, die von der Keiō-Linie her kommen, bleibt die Dōbutsuen-Linie aber weiterhin die beste Wahl, da das Umsteigen auf die Einschienenbahn in Takahatafudō etwas umständlich ist. Außerdem versucht Keiō Dentetsu, die Attraktivität der Strecke durch den Einsatz von Triebwagen zu erhalten, die mit Tiermotiven bemalt sind („Tama Zoo Train“).

## Liste der Bahnhöfe
| Name | Name                          | km  | Anschlusslinien                 | Lage   | Ort  |
| ---- | ----------------------------- | --- | ------------------------------- | ------ | ---- |
| KO29 | Takahatafudō (高幡不動)       | 0,0 | Keiō-Linie Einschienenbahn Tama | Koord. | Hino |
| KO47 | Tama-Dōbutsukōen (多摩動物園) | 2,0 | Einschienenbahn Tama            | Koord. | Hino |